# Мауна Лоа
Мауна Лоа (на английски: Mauna Loa) е активен вулкан на Хавайските острови.
Основата му се намира на 4975 m под повърхността на Тихия океан и има овална форма. Късият ѝ диаметър е 85 km, а дългият – 119 m. Надводната част на вулкана е висока 4170 m, а отстоянието от бреговата линия до основата на планинската морфоструктура при дъното на океана е близо 5000 метра. Това прави Мауна Лоа е най-масивната планина в света, без да се взима за репер морското ниво, а обемът от подножието до върха – 75 000 km³. Площта на основата ѝ над водата е 5180 km2.
Мауна Лоа е един от най-големите активни вулкани в света. Сегашната му височина е резултат от натрупване на пластове лава след всяко изригване, а изригванията са средно на всеки 3 години. Изригването през 1984 г. продължило 22 дни. Лавата на Мауна Лоа е необикновено гореща и с висок вискозитет. Тя тече около 32 km преди да изстине и да се втвърди.
Хавайците вярват, че Пеле, богинята на огъня, била прогонена от разгневената си сестра, богинята на морето, и потърсила спасение сред вулканите на Хавайските острови. Тя бягала от вулкан на вулкан, докато намерила убежище в кратера на вулкана Халемаумау на остров Килауеа. Хавайците са убедени, че изригванията на вулкана се дължат на внезапните изблици на мъката и гнева на богинята.
Мауна Лоа е най-голямата планина на земята в близост до Хавайските острови. Със своите 60 мили дължина и 30 мили широчина, Мауна Лоа загражда 85% от цялата площ на остров Хавай. Мауна Лоа е Хавайско наименование, означаващо „Дълга Планина“ и най-високата му точка е на 13 681 фута над морското равнище. Като една от най-високите планини на света, Мауна Лоа е и сред най-активните вулкани в наши дни. Поради височината си, на Мауна Лоа вали сняг през зимните месеци.
Първото изригване на вулкана, записано от хората, било през 1843 и 33 следващи изригвания са записани след това. За последен път Мауна Лоа е изригнал през март-април 1984 и вулканът остава под непрекъснато наблюдение от Хавайската обсерватория на вулкани, тъй като се очаква да изригне в близко бъдеще.
Мауна Лоа е щитовиден вулкан, което означава, че има леко полегати склонове, образувани от много вулканични изригвания и застиване на доста течна лава. Интересен факт за щитовидните вулкани е, че те може да се образуват и на други планети. Например, най-голямата открита планина на планета в Слънчевата система е Олимпъс Монс, намираща се на Марс.